# 올리비아 스쿠그
올리비아 알마 샬로타 스쿠그(스웨덴어: Olivia Alma Charlotta Schough /sku:g/, 1991년 3월 11일 ~ )는 스웨덴의 여자 축구 선수이다. 포지션은 미드필더이며, 현재 스웨덴 다말스벤스칸의 유르고르덴 IF에서 활동하고 있다.

## 클럽 경력
2009년부터 2013년까지 코파르베리/예테보리 FC 소속으로 활약했으며 팀의 여자 스벤스카 쿠펜 2회 우승, 여자 스벤스카 수페르쿠펜 1회 우승에 기여했다. 2011-12, 2012-13 UEFA 여자 챔피언스리그 시즌에서는 예테보리의 8강전 진출에 기여했다.
2012년 12월에는 독일의 여자 축구 클럽인 바이에른 뮌헨으로 이적했고 2014년 여름에는 러시아의 여자 축구 클럽인 로시얀카로 이적했다. 2014년 11월에 에스킬스투나 유나이티드로 이적하면서 다말스벤스칸 무대에 복귀했다. 에스킬스투나 유나이티드는 2015 다말스벤스칸 시즌에서 준우승을 차지했고 2015-16 UEFA 여자 챔피언스리그에서 16강전에 진출하는 성과를 기록했다.
2018년 1월 5일에는 예테보리와 5년 계약을 체결하면서 복귀했지만 2019년에 유르고르덴으로 이적했다.

## 국가대표 경력
벨라루스에서 개최된 2009년 UEFA U-19 여자 축구 선수권 대회에서 스웨덴의 준우승에 기여했으며 독일에서 개최된 2010년 FIFA U-20 여자 월드컵에서는 스웨덴의 8강전 진출에 기여했다.
2013년 3월 6일에 열린 중국과의 알가르브컵 경기에 출전하면서 스웨덴 여자 축구 국가대표팀 선수로 데뷔했는데 스웨덴은 해당 경기에서 중국과 1-1 무승부를 기록했다. 스웨덴에서 개최된 UEFA 여자 유로 2013, 캐나다에서 개최된 2015년 FIFA 여자 월드컵에 참가했으며 2016년 리우데자네이루 하계 올림픽에서는 6경기에 모두 출전하여 스웨덴의 은메달에 기여했다.
네덜란드에서 개최된 UEFA 여자 유로 2017에서는 조별 예선 3경기에 출전했지만 스웨덴은 네덜란드와의 8강전에서 패배하면서 탈락하고 만다. 프랑스에서 개최된 2019년 FIFA 여자 월드컵에서는 태국, 미국과의 조별 예선 경기에 출전했는데 스웨덴은 해당 대회에서 3위를 차지했다.

## 수상

### 클럽
코파르베리/예테보리 FC
- 여자 스벤스카 쿠펜 2회 우승 (2011, 2012)
- 여자 스벤스카 수페르쿠펜 1회 우승 (2013)

### 국가대표
- 2016년 리우데자네이루 하계 올림픽 여자 축구 은메달